# Cryptochilini
Tribu
Taxons de rang inférieur
- Calognathina
- Cryptochilina
- Homebiina
- Horatomina
- Vansoniina

Les Cryptochilini sont une tribu de coléoptères de la famille des Tenebrionidae et de la sous-famille des Pimeliinae.